# Morte e funeral de Estado de José Mujica
A morte de José "Pepe" Mujica, ex-presidente uruguaio entre 2010 e 2015 e ex-membro da guerrilha Tupamaros, ocorreu na tarde de terça-feira, 13 de maio de 2025, em sua casa em Rincón del Cerro, em Montevidéu, Uruguai, mais de um ano após anunciar seu diagnóstico de câncer de esôfago. Mujica era reconhecido nacional e internacionalmente, recebeu prêmios e distinções e foi muito popular durante e após sua presidência.
O governo uruguaio decretou luto nacional de três dias e ordenou que Mujica recebesse um funeral de Estado. Seu caixão foi levado em procissão em uma carruagem puxada por seis cavalos do Regimento Blandengues de Artigas. Seu velório foi realizado no Salão dos Passos Perdidos do Palácio Legislativo e, por mais de 24 horas, ao longo de dois dias, esteve aberto a dezenas de milhares de pessoas.

## Antecedentes
José Mujica foi presidente do Uruguai de 2010 a 2015, tendo prestado juramento em 1º de março de 2010, no Palácio Legislativo, para servir como Presidente da República Oriental do Uruguai. A cerimônia de posse contou com a presença de sua esposa, Lucía Topolansky, que recebeu o maior número de votos para senadora no país. A cerimônia contou com a presença de autoridades de vários partidos políticos uruguaios e diversos representantes de diferentes países, como Hillary Clinton, Cristina Fernández e Rafael Correa, entre otros.

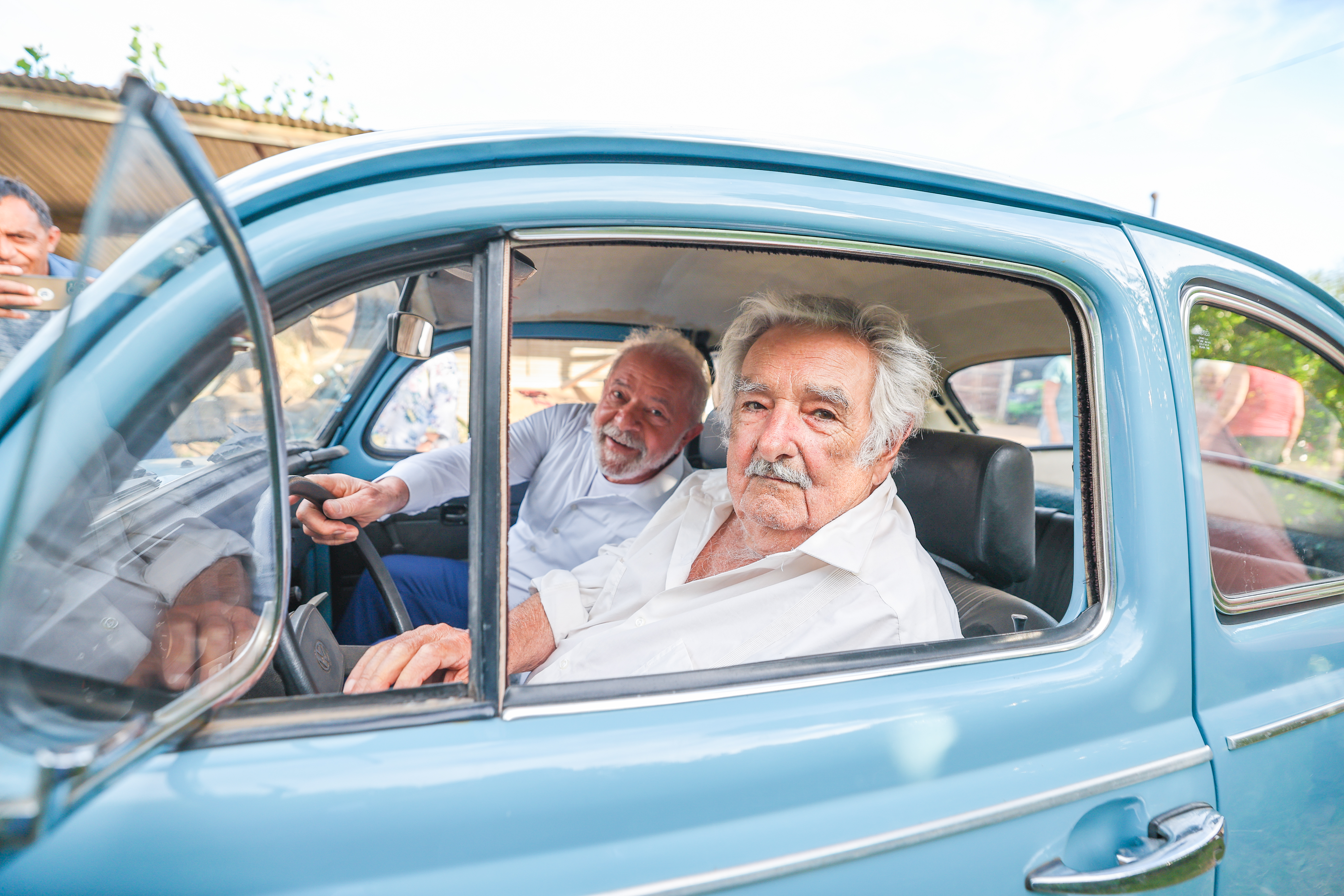
Mujica e Lula cultivaram uma amizade especial, que o presidente brasileiro enfatizou em seu funeral.

Mujica, após assumir o cargo, negou residir no palácio presidencial, dando-lhe pouco uso durante seu mandato, em vez disso, usou sua chácara localizada no oeste rural de Montevidéu, exatamente em Rincón del Cerro, o que lhe deu o título popular de ser o "presidente mais pobre do mundo". Esta mesma chácara foi onde Mujica residiu por mais de 35 anos até sua morte. Ele foi objeto de atenção internacional devido ao seu estilo de vida, caracterizado pela austeridade.
Em abril de 2024, Mujica anunciou que havia sido diagnosticado com câncer de esôfago, detectado durante um exame físico, acrescentando que os riscos para sua condição eram agravados por uma doença autoimune preexistente. Apesar de sua doença, Mujica fez campanha pela bem-sucedida campanha presidencial de Yamandú Orsi pela Frente Ampla nas eleições gerais de 2024; com Mujica posteriormente descrevendo a vitória de Orsi como um "presente de despedida".
Em janeiro de 2025, Mujica disse ao Búsqueda que o câncer havia se espalhado para o fígado e que ele estava morrendo, acrescentando que havia decidido renunciar ao tratamento adicional. Em 12 de maio, Topolansky declarou que Mujica estava "em estado terminal" e foi colocado sob cuidados paliativos.

## Morte
|              | Yamandú Orsi | Logo do Twitter, um pássaro azul estilizado |
| @OrsiYamandu |              |                                             |

            em castelhano:  Con profundo dolor comunicamos que falleció nuestro compañero Pepe Mujica. Presidente, militante, referente y conductor. Te vamos a extrañar mucho Viejo querido. Gracias por todo lo que nos diste y por tu profundo amor por tu pueblo.

           É com profundo pesar que anunciamos o falecimento do nosso companheiro Pepe Mujica. Presidente, ativista, referência e líder. Sentiremos muito a sua falta, Velho querido. Obrigado por tudo o que nos deu e pelo seu profundo amor pelo seu povo.

Mujica morreu no dia seguinte, 13 de maio de 2025, uma semana antes de seu 90º aniversário, em sua casa em Rincón del Cerro, na zona rural de Montevidéu. Sua morte foi anunciada via X pelo presidente uruguaio Yamandú Orsi.
Os preparativos para seu funeral foram iniciados logo após seu anúncio. O governo declarou um período de três dias de luto nacional e declarou que Mujica deveria receber um funeral de Estado.

## Funeral e velório

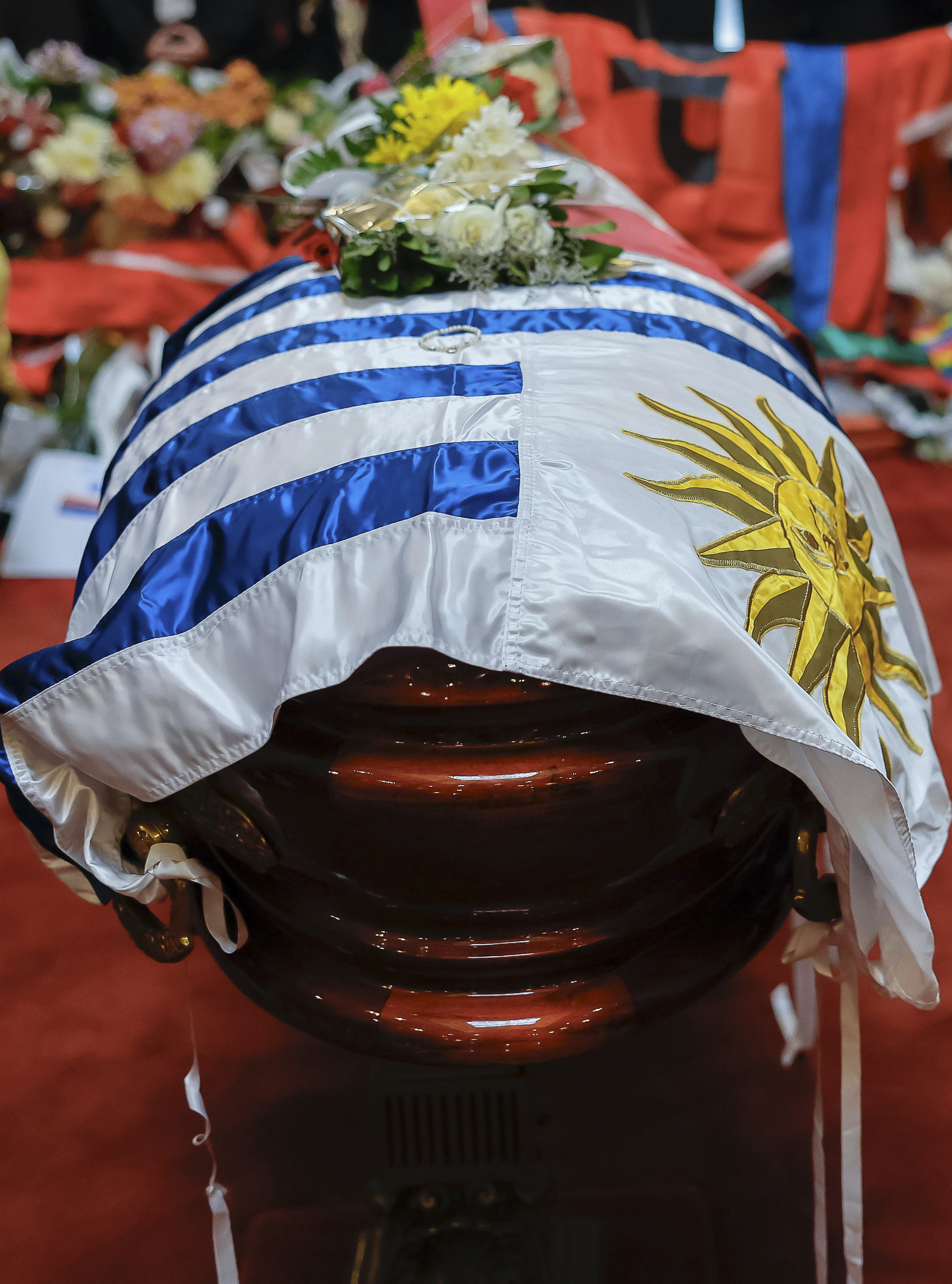
Caixão de Mujica coberto por uma bandeira do Uruguai.

O funeral de Mujica teve início em 14 de maio de 2025, às 10h, quando o cortejo fúnebre partiu em uma carruagem puxada por seis cavalos do Regimento de Blandengues de Artigas, da Casa do Governo, na Praça da Independência, até o Palácio Legislativo. Sua capela-ardente se estenderia até o dia seguinte, 14 de maio de 2025, às 17h, quando foi dispensado com uma recitação escrita para a ocasião por seu companheiro, o poeta Mauricio Rosencof.
Ele estava acompanhado por uma grande multidão de pessoas que queriam dizer seu "último adeus". O caixão passou primeiro pelo Palácio Estévez em Montevidéu, onde o presidente Orsi colocou uma bandeira do Uruguai e uma bandeira de Artigas, continuou pela Avenida 18 de Julio até chegar à sede do Movimento de Libertação Nacional Tupamaros, do qual Mujica foi membro em sua juventude e onde conheceu sua esposa Lucía Topolansky. Mais tarde, a procissão continuou pelas sedes do Movimento de Participação Popular e da Frente Ampla.
O presidente Yamandú Orsi e o secretário da Presidência, Alejandro Sánchez, juntamente com amigos do morto, carregaram o caixão do carro fúnebre até o Salão dos Passos Perdidos. Estima-se que dezenas de milhares de pessoas compareceram à capela-ardente, tanto no primeiro dia do velório quanto no segundo.
Mais de 40 delegações diplomáticas de todo o mundo compareceram a alguns dos dias do funeral de Mujica, dos quais os mais notáveis foram Luiz Inácio Lula da Silva (presidente do Brasil) e Gabriel Boric (presidente do Chile), que viajaram com urgência de Pequim, China, para comparecer ao velório. O ex-presidente uruguaio Luis Lacalle Pou também esteve presente no funeral. Axel Kicillof, governador de Buenos Aires, viajou para o funeral, onde fez um discurso e declarou: "Hoje, infelizmente, existem alguns líderes que têm os olhos postos nas grandes potências em vez de em países que têm uma história semelhante e um caminho comum." O embaixador britânico Mal Green compareceu ao velório no dia seguinte.

## Enterro
Antes de sua morte, José Mujica expressou seu desejo de que seus restos mortais fossem cremados e enterrados no jardim de sua residência em Rincón del Cerro, especificamente sob uma sequoia que ele mesmo plantou a partir de sementes e onde repousam os restos mortais de seu animal de estimação, a cadela Manuela, que morreu aos 22 anos em 2018.

## Reações

### Nacionais
- O partido político Frente Ampla compartilhou uma mensagem na sua conta do Twitter dizendo que "Pepe não foi apenas um líder. Foi uma forma de entender o mundo" e que "a sua voz, o seu exemplo, a sua esperança obstinada permanecem conosco", terminando com um "Adeus, companheiro".[55]

- Julio María Sanguinetti, duas vezes presidente do Uruguai pelo Partido Colorado e ex-adversário de Mujica, compartilhou suas condolências no Twitter: "Saímos juntos do Senado, fizemos um livro de diálogos e há poucos dias celebramos o 40º aniversário do retorno da democracia com o Presidente Orsi e todos os ex-presidentes na Casa do Partido Colorado. Lembrarei para sempre aquela imagem e nosso último abraço".[56] No dia seguinte, ele estava presente no velório junto com outras figuras do Partido Colorado.

### América

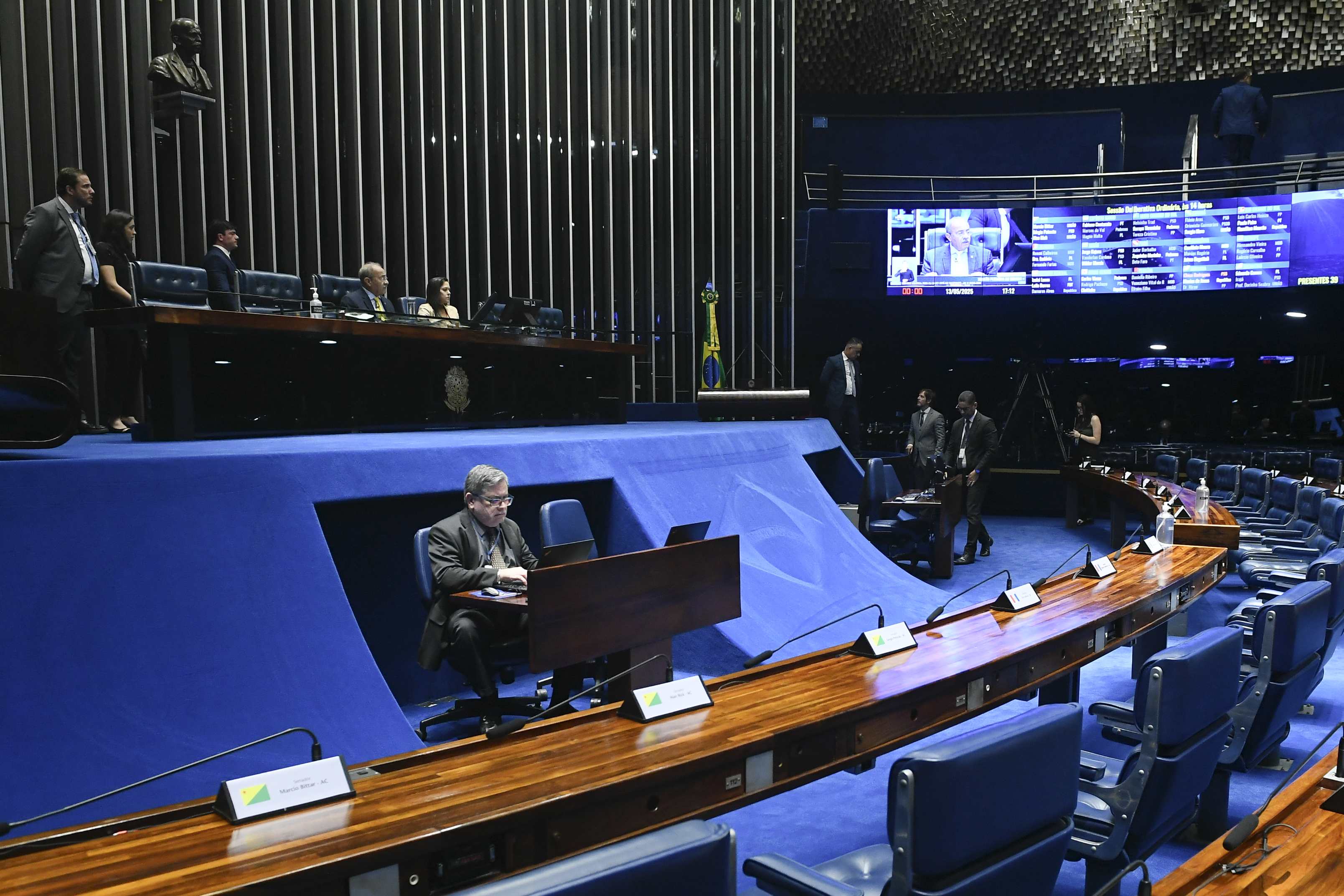
O momento em que a morte de Mujica é anunciada no Senado brasileiro

- Argentina: O Ministério das Relações Exteriores da Argentina emitiu um comunicado expressando suas condolências: "A República Argentina expressa suas condolências pela morte do ex-presidente da República Oriental do Uruguai, José Mujica, e respeitosamente as estende à sua família, ao Governo e ao povo uruguaio." Por sua vez, os ex-presidentes Mauricio Macri, Cristina Fernández de Kirchner e Alberto Fernández expressaram suas condolências por meio do X em suas respectivas contas pessoais.[57] O presidente Javier Milei, no entanto, não comentou diretamente.[58]

- Bolívia: o presidente Luis Arce escreveu: "irmão e companheiro, verdadeiro farol de esperança, humildade e luta pela justiça social. Sua vida foi um testemunho de rebeldia e amor ao seu povo. Seu legado viverá em nossos corações (...) lembrando-nos da importância de não desistir de nossa missão de alcançar um mundo mais justo e unido", disse ele.[59]

- Brasil: o presidente, Luiz Inácio Lula da Silva, compartilhou suas condolências com uma mensagem dizendo: "Espero que Pepe Mujica e o Papa Francisco continuem a olhar para nós do céu para que a humanidade possa ser melhor".[60] Ao mesmo tempo, decretou três dias de luto nacional em todo o país.[61] O presidente viajou por mais de 25 horas da China, onde estava quando recebeu a notícia, para comparecer ao velório,[62] onde declarou: "Pepe Mujica é uma pessoa superior... Vim dar um abraço em um dos poucos homens que respeitei como poucos outros na minha vida".[63]

- Chile: o presidente chileno, Gabriel Boric, juntou-se aos líderes latino-americanos para enviar condolências aos seguidores e familiares de Mujica, desta vez com a seguinte mensagem: "Vocês estão partindo fisicamente, mas ficarão para sempre. Prometo que a oliveira que plantamos em fevereiro em seu campo florescerá".[64][65] O presidente chileno onde estava em viagem, para comparecer ao funeral.[9]

- Colômbia: Gustavo Petro, presidente da república, compartilhou a seguinte mensagem em sua conta no Twitter (agora X): "Pepe Mujica, o grande revolucionário, o presidente do Uruguai, morreu. Adeus amigo".[66]

- Costa Rica: o Governo da Costa Rica destacou seu legado de "compromisso democrático e luta pela justiça social na América Latina".[67]

- Honduras: a presidente Xiomara Castro descreveu Mujica como um "amigo da revolução, humilde e consequente, uma referência para a nossa América".[68]

- México: durante uma edição do programa matinal da conferência Las Mañaneras del Pueblo, a presidente Claudia Sheinbaum lembrou Mujica, a quem descreveu como "um homem exemplar em muitos aspectos".[69]

- Nicarágua: os copresidentes emitiram uma declaração de condolências, expressando seu "afeto e apreço pela vida e qualidades de um ser humano excepcional, político, combatente e chefe de um estado irmão" e destacando sua "militância revolucionária".[70] O embaixador da Nicarágua no Uruguai, Licio Gelli, compareceu ao funeral.[71]

- Panamá: a Universidade do Panamá lamentou a morte de Mujica, a quem concedeu um doutorado Honoris Causa em 2017.[72] O Governo da República do Panamá expressou seu profundo pesar por meio de uma declaração oficial emitida pelo Ministério das Relações Exteriores do Panamá.[73] O presidente do Panamá, José Raúl Mulino, expressou em sua conta no X que lamentava "profundamente" a morte do ex-presidente uruguaio José "Pepe" Mujica.[74][75]

- Paraguai: o presidente, Santiago Peña lamentou sua morte e lembrou ter desenvolvido uma "amizade muito próxima" com Mujica quando ele serviu como Ministro das Finanças do Paraguai.[76]

- Peru: o governo peruano expressou as suas mais profundas condolências pela morte de Mujica, a quem descreveu como "um servidor público íntegro e um exemplo de fidelidade aos seus princípios".[77]

- República Dominicana: o presidente da República Dominicana lamentou "profundamente" a morte do ex-presidente uruguaio, a quem descreveu como uma "referência moral e humana".[78]

- Venezuela: o presidente venezuelano Nicolás Maduro descreveu Mujica como "um homem humilde e incansável lutador social" e lamentou sua morte.[79]

### Europa
- Espanha: o presidente do governo espanhol, Pedro Sánchez, despediu-se dele através de sua conta no X: "Um mundo melhor. É nisso que Pepe Mujica acreditava, lutava e vivia. A política faz sentido quando é vivida assim, com o coração".[80][81]

- França: o Ministério das Relações Exteriores francês expressou suas condolências em um comunicado: "A França recebeu com tristeza a notícia do falecimento do ex-presidente uruguaio José Mujica. Figura incontornável da história política do país e da América Latina, José Mujica carregou ao longo de sua vida os ideais de integridade, democracia e justiça, e se destacou por suas reformas sociais".[82]

- Itália: a embaixada italiana no Uruguai emitiu um comunicado expressando as suas "mais profundas condolências".[83]

- Reino Unido: o rei Charles III ofereceu suas condolências à família e aos apoiadores de Mujica por meio de uma declaração compartilhada pela Embaixada Britânica no Uruguai.[84]

- Rússia: o Ministro das Relações Exteriores, Sergey Lavrov, transmitiu suas condolências ao embaixador uruguaio e solicitou que as encaminhasse às autoridades e ao povo uruguaio. "Moscou recebeu com pesar a notícia do falecimento, aos 89 anos, do ex-presidente do Uruguai, patriarca da política latino-americana, José Mujica", afirmou o Ministério das Relações Exteriores em um comunicado.[85]

### Ásia
- China: o porta-voz do Ministério das Relações Exteriores, Lin Jian, o chamou de "um líder renomado" e "um bom amigo do povo chinês". A embaixada chinesa em Montevidéu hasteou sua bandeira a meio mastro.[86]

- Japão: o governo japonês expressou suas condolências pela morte de Mujica. Em um comunicado, afirmou: "Ele doou 90% de seu salário para atividades sociais e é altamente valorizado por suas contribuições à comunidade nikkei e por seu respeito ao Japão, bem como por fortalecer as relações bilaterais."[87]